# Sarcophaga lingulata
Sarcophaga lingulata är en tvåvingeart som beskrevs av Ye 1980. Sarcophaga lingulata ingår i släktet Sarcophaga och familjen köttflugor. Inga underarter finns listade i Catalogue of Life.